# Feel Every Beat
Singles de Electronic
Get the Message
(1991) Disappointed
(1992)
Feel Every Beat est le troisième single du groupe britannique Electronic, sorti en 1991.

## Liste des titres
Virgin Schallplatten GmbH (664 671)
1. Feel Every Beat (7" Remix) (3:59)
2. Feel Every Beat (DNA Mix) (5:41)
3. Second to None (4:03)
4. Lean to the Inside (4:06)

Warner Bros. Records (9 40159-2)
1. Feel Every Beat (Single Remix) (3:59)
2. Feel Every Beat (Tactile Mix) (5:58)
3. Feel Every Beat (Downstairs Mix) (6:11)
4. Lean to the Inside (Instrumental) (4:08)
5. Feel Every Beat ([U.K. 12" Remix) (6:51)
6. Feel Every Beat (DNA Mix) (5:42)
7. Second to None (4:01)